# Cheumatopsyche opposita
Cheumatopsyche opposita är en nattsländeart som först beskrevs av Banks 1931.  Cheumatopsyche opposita ingår i släktet Cheumatopsyche och familjen ryssjenattsländor. Inga underarter finns listade i Catalogue of Life.